# حصار دره
حصار دره روستایی در دهستان زالیان بخش زالیان شهرستان شازند استان مرکزی ایران است.

## جمعیت
بر پایه سرشماری عمومی نفوس و مسکن در سال ۱۳۹۵ جمعیت این روستا ۱۸ نفر (۷خانوار) بوده‌است.